# 吉川香里
吉川 香里（よしかわ かおり、1972年 - ）は、日本のピアニスト。東京都出身。

## 来歴
洗足学園音楽大学、桐朋学園アンサンブルディプロマコース、ウィーン国立音楽大学に学ぶ。
クラシック音楽を中心に室内楽奏者、伴奏ピアニストとして活躍している。